# España en la Eurocopa 1996
La selección de fútbol de España fue uno de los 16 países participantes en la Eurocopa 1996, realizada en Inglaterra.

## Clasificación

### Grupo 2
| Fecha                   | Lugar      |           |                                | Resultado |                                |           |
| ----------------------- | ---------- | --------- | ------------------------------ | --------- | ------------------------------ | --------- |
| 7 de septiembre de 1994 | Limassol   | Chipre    | Bandera de Chipre              | 1:2       | Bandera de España              | España    |
| 12 de octubre de 1994   | Skopje     | Israel    | Bandera de Macedonia del Norte | 0:2       | Bandera de España              | España    |
| 16 de noviembre de 1994 | Sevilla    | España    | Bandera de España              | 3:0       | Bandera de Dinamarca           | Dinamarca |
| 17 de diciembre de 1994 | Bruselas   | Bélgica   | Bandera de Bélgica             | 1:4       | Bandera de España              | España    |
| 29 de marzo de 1995     | Sevilla    | España    | Bandera de España              | 1:1       | Bandera de Bélgica             | Bélgica   |
| 26 de abril de 1995     | Ereván     | Armenia   | Bandera de Armenia             | 0:2       | Bandera de España              | España    |
| 7 de junio de 1995      | Sevilla    | España    | Bandera de España              | 1:0       | Bandera de Armenia             | Armenia   |
| 6 de septiembre de 1995 | Granada    | España    | Bandera de España              | 6:0       | Bandera de Chipre              | Chipre    |
| 11 de octubre de 1995   | Copenhague | Dinamarca | Bandera de Dinamarca           | 1:1       | Bandera de Dinamarca           | Dinamarca |
| 15 de noviembre de 1995 | Elche      | España    | Bandera de España              | 3:0       | Bandera de Macedonia del Norte | Macedonia |

## Participación

### Jugadores convocados
| #  | Nombre                       | Posición      | Club                   |
| -- | ---------------------------- | ------------- | ---------------------- |
| 1  | Andoni Zubizarreta (capitán) | Portero       | Valencia CF            |
| 2  | Juan Manuel López            | Defensa       | Atlético de Madrid     |
| 3  | Alberto Belsué               | Defensa       | Real Zaragoza          |
| 4  | Rafael Alkorta               | Defensa       | Real Madrid CF         |
| 5  | Abelardo Fernández           | Defensa       | FC Barcelona           |
| 6  | Fernando Hierro              | Defensa       | Real Madrid CF         |
| 7  | José Emilio Amavisca         | Mediocampista | Real Madrid CF         |
| 8  | Julen Guerrero               | Mediocampista | Athletic Club          |
| 9  | Juan Antonio Pizzi           | Delantero     | CD Tenerife            |
| 10 | Donato Gama                  | Defensa       | RC Deportivo           |
| 11 | Alfonso Pérez                | Delantero     | Real Betis             |
| 12 | Sergi Barjuán                | Defensa       | FC Barcelona           |
| 13 | Santiago Cañizares           | Portero       | Real Madrid CF         |
| 14 | Kiko Narváez                 | Delantero     | Atlético de Madrid     |
| 15 | José Luis Caminero           | Mediocampista | Atlético de Madrid     |
| 16 | Jorge Otero                  | Defensa       | Valencia CF            |
| 17 | Javier Manjarín              | Delantero     | RC Deportivo           |
| 18 | Guillermo Amor               | Mediocampista | FC Barcelona           |
| 19 | Julio Salinas                | Delantero     | Real Sporting de Gijón |
| 20 | Miguel Ángel Nadal           | Defensa       | FC Barcelona           |
| 21 | Luis Enrique                 | Mediocampista | Real Madrid CF         |
| 22 | José Francisco Molina        | Portero       | Atlético de Madrid     |
| DT | Javier Clemente              |               |                        |

### Primera fase
| Equipo   | Pts | PJ | PG | PE | PP | GF | GC |
| -------- | --- | -- | -- | -- | -- | -- | -- |
| Francia  | 7   | 3  | 2  | 1  | 0  | 5  | 2  |
| España   | 5   | 3  | 1  | 2  | 0  | 4  | 3  |
| Bulgaria | 4   | 3  | 1  | 1  | 1  | 3  | 4  |
| Rumania  | 0   | 3  | 0  | 0  | 3  | 1  | 4  |

| 9 de junio de 1996, 14:30 | España      | 1:1 | Bulgaria            | Elland Road, Leeds                                                   |                                                                      |
|                           | Alfonso 74' |     | Stoichkov 65' (pen) | Asistencia: 26.000 espectadores Árbitro(s): Piero Ceccarini (Italia) | Asistencia: 26.000 espectadores Árbitro(s): Piero Ceccarini (Italia) |

| 15 de junio de 1996, 18:00 | Francia       | 1:1 | España       | Elland Road, Leeds                                                  |                                                                     |
|                            | Djorkaeff 48' |     | Caminero 85' | Asistencia: 39.000 espectadores Árbitro(s): Vadim Zhuk (Bielorusia) | Asistencia: 39.000 espectadores Árbitro(s): Vadim Zhuk (Bielorusia) |

| 18 de junio de 1996, 16:30 | Rumania       | 1:2 | España                | Elland Road, Leeds                                                |                                                                   |
|                            | Raducioiu 29' |     | Manjarín 11' Amor 84' | Asistencia: 32.719 espectadores Árbitro(s): Ahmet Çakar (Turquía) | Asistencia: 32.719 espectadores Árbitro(s): Ahmet Çakar (Turquía) |

### Cuartos de final
| 22 de junio de 1996, 15:00 | Inglaterra                             | 0:0 (4 : 2 p.)             | España                         | Wembley, Londres                                                 |  |
|                            |                                        |                            |                                | Asistencia: 78.000 espectadores Árbitro(s): Marc Batta (Francia) |  |
|                            |                                        | Tiros desde el punto penal |                                |                                                                  |  |
|                            | Shearer · Platt · Pearce · Gascoigne · |                            | Hierro · Amor · Belsué · Nadal |                                                                  |  |